# Série TI-73
Série TI-73 são calculadoras gráficas fabricadas pela Texas Instruments.

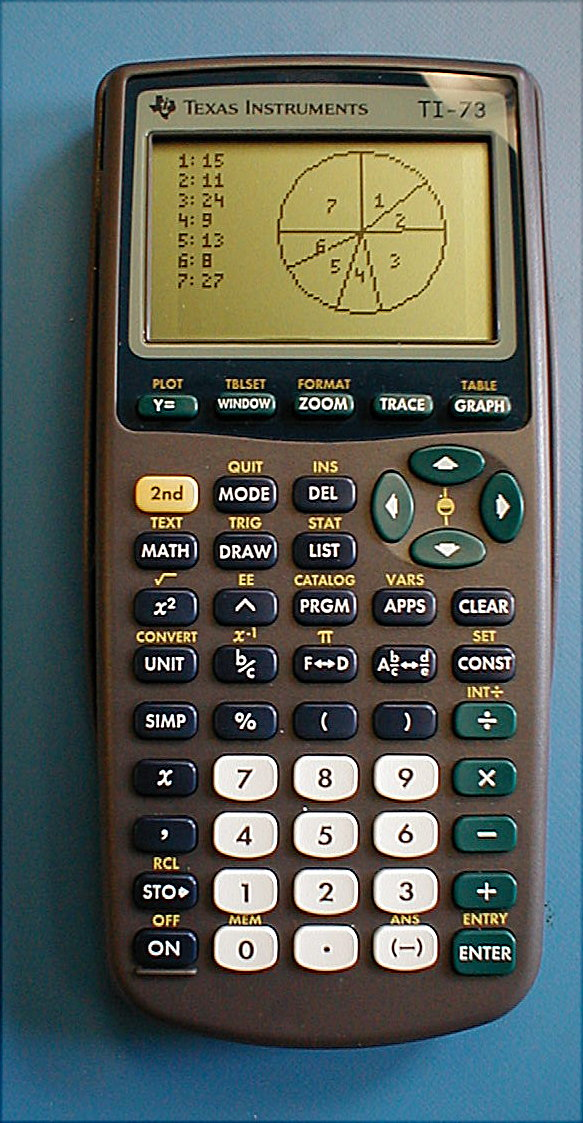
Ti 73

A primeira TI-73 foi projetada em 1998 como substituta da TI-80 para uso em nível de escola de ensino médio. A vantagem primária sobre a TI-80 foi sua memória flash de 512 kB, contendo o sistema operacional da calculadora, permitindo assim sua atualização. Outras vantagens sobre a TI-80 foram o display de tamanho padrão (em comparação com o display menor da TI-80), a adição de uma porta de ligação, 25 kB de RAM (em comparação com os 5 kB de RAM da TI-80), e um processador Zilog Z80 mais rápido de 6 MHz (em comparação com o processador próprio de 980 kHz da TI-80). A TI-73 também usava 4 pilhas AAA padrão com uma pilha de lítio de reserva (ao invés de 2 pilhas de lítio CR2032 da TI-80).